# جينا دوغلاس
جينا دوغلاس (بالإنجليزية: Gina Douglas)‏ هي مجدفة أسترالية، ولدت في 30 أكتوبر 1972 في ملبورن في أستراليا.

## وصلات خارجية
- جينا دوغلاس على موقع الاتحاد الدولي للتجديف (الإنجليزية)
- جينا دوغلاس على موقع اللجنة الأولمبية الدولية (الإنجليزية)
- جينا دوغلاس على موقع أوليمبيديا (الإنجليزية)
- جينا دوغلاس على موقع اللجنة الأولمبية الأسترالية (الإنجليزية)